# Список персонажів Футурами
У цій статті перелічено персонажів серіалу «Футурама».

## Людські персонажі

### Голови відомих людей

Річард Ніксон

Альберт Ґор

Люсі Ліу

Згідно з серією «A Big Piece of Garbage», технологію збереження людських голів живими у банках із рідиною (із зупиненням процесу старіння) було винайдено Роном Попілом (відомим американським винахідником) — його голова також зберігається у банці. Цей часто повторюваний жарт дозволяє авторам «Футурами» вводити в сюжети серій відомі персоналії з ХХ і XXI століть. Вже в першій серії Фрай і Бендер потрапляють до «Музею голів», де зустрічають голову Леонарда Німоя. У цій сцені також можна бачити банки з головами інших відомих осіб, включно з одним із творців серіалу Метом Ґрейнінґом. На стенді з написом «ПРЕЗИДЕНТИ США» представлено голови 22 президентів Сполучених Штатів Америки: від Джорджа Вашингтона до Білла Клінтона. Це демонструє (хоча не пояснює) той факт, що збереження голів людей, які померли ще до винайдення цієї технології, також є можливим.
Нижче перелічено голови відомих персоналій, які відіграли помітну роль у серіалі:
- Річард Ніксон (озвучка: Біллі Вест; укр. озвучка: Ігор Рода, Євген Малуха) — вперше з'являється у пілотній серії, де Фрай випадково збиває його банку з полиці у музеї. Пізніше, в серії, «A Head in the Polls» голова Ніксона з'являється знов, щоби розпочати заново політичну кар'єру і домогтися обрання президентом Землі. В амплуа президента голова Ніксона з'являтиметься і в наступних серіях.
- Альберт Ґор (озвучка: Ал Ґор; укр. озвучка: Микола Карцев) — перший імператор Місяця, «винахідник довкілля» (натяк на хибно приписуване Ґорові твердження про те, що він «винайшов Інтернет»), автор книги «Земля балансує» (а також її популярнішої версії «Гаррі Поттер і Збалансована Земля»), в якій пояснюється, як захищати Землю від глобального потепління і злих чаклунів. Реальний Ал Ґор називає «Футураму» своїм улюбленим телешоу, а його дочка Крістін Ґор К'юзак навіть написала сценарії кількох серій.
- Люсі Лью (озвучка: Люсі Лю; укр. озвучка: Ганна Левченко) — вперше з'являється як захоплена в полон Інтернет-компанією «Kidnappster.com», що пропонує особистості відомих людей для скачування і завантаження на «чистих роботів» (серія «I Dated a Robot»). Пізніше закохується в Бендера.

### Мама

Мама

Мама (англ. Mom) тримає 99,7 % акцій Momcorp — великого промислового конглометрату, найвідомішим підрозділом якого є компанія «Мамині дружні роботи». Найбагатіша людина на Землі. Підтримує публічний імідж лагідної, сповненої любові «матусі» у старомодному капоті та з зачіскою у формі серця на голові. Насправді ж є надзвичайно худою, злостивою, любить лихословити й давати оточенню ляпасів. Її нетерплячість інколи виказує на публіці її справжню вдачу.
У минулому мала романтичні стосунки з професором Фарнсвортом, але їхній розрив зробив її ще більш злостивою. Навіть сімдесят років потому вона зберегла до нього почуття ненависті, яке, втім, швидко (хоча й тимчасово) переростає у сексуальну пристрасть.

### Волт, Ларрі та Іґнар

Сини Мами, зліва направо: Іґнар, Ларрі, Волт

Маму часто супроводжують три її сини: Волт (озвучка: Моріс Ламарш), Ларрі (озвучка: Девід Герман) та Іґнар (озвучка: Джон Дімаджіо). Вони одягнені в костюми, що нагадують однострої командування армії Імперії в «Зоряних війнах». Кожен із них володіє 0,1 % акцій Momcorp.
Мама дисциплінує синів, даючи їм ляпаси (інколи всім трьом одним помахом руки). Волт, найвищий із братів, вважається наступним за званням, отже має право давати ляпаси іншим. Волт також є найбільш винахідливим та інтелектуальним із трьох. Ларрі є менш розумним, втім, здатний досить швидко збагнути плани Мами чи Волта і включитися в них. Ларрі з'являється в серіалі найчастіше. Іґнар має найнижчий інтелект, інколи навіть здається розумово відсталим. Йому завжди дістається найгірша робота.
Відсутність батька і тоталітарний стиль виховання матері сформували в Ларрі та Іґнара страх перед жінками, тим часом як Волт вочевидь страждає на едіпів комплекс (одного разу він зауважує, що бажав би одружитися з дівчиною, схожою на Маму). Сини почувають надзвичайну відданість до Мами (і дуже її бояться), хоча й намагаються зупинити її, коли вона спричинює повстання роботів на Землі в серії «Mother's Day».
Хто є батьком маминих синів — невідомо. З цього приводу є багато гіпотез, висунутих прихильниками серіалу. Попри те, що Мама називає Професора Фарнсворта «єдиним чоловіком, якого вона кохала», їхні стосунки припинилися за 70 років до подій серіалу (тоді як маминим синам не більше 45 років). З огляду на те, що вік Мами значно перевищує 100 років, сини, ймовірно, є названим, бо вона б не була здатна народити у 90-100 років.
Утім, у фільмі «Бендерова гра» історію стосунків Мами з професором Фарнсвортом, а також походження синів дещо змінено: Ларрі та Волта показано у віці немовлят, Мама згадує, що вагалася, чи залишити Іґнара. У світлі цих подробиць біологічне батьківство Мами виглядає безсумнівним. Також наприкінці фільму з'ясовується (цей факт є ключовим для сюжетної розв'язки картини), що батьком Іґнара є саме професор.

### К'юберт Фарнсворт
К'ю́берт Фа́рнсворт — клон професора Губерта Фарнсворта. Був створений із клітин новоутворення на спині професора у 2989 році. Зовні К'юберт відрізняється від професора через те, що його ніс був притиснутий до стінки клонувальної пробірки. Кольором волосся і зачіскою нагадує свого двоюрідного пра-пра-пра-пра-пра-пра-пра-прадіда Фрая. К'юберт — завуальована пародія на Веслі Крашера з серіалу «Зоряний Шлях». Його ім'я походить із популярної комп'ютерної гри Q*Bert.
К'юберта було презентовано команді у 3001 році (серія «A Clone of My Own») як спадкоємця і наступника професора. Спершу К'юберт поставився до професорових ідей саркастично, вважав його божевільним, а команду «Міжпланетного експреса» — некомпетентною, але згодом змінився і навіть допоміг команді врятуватися від роботів із Зорі Напівпердячої.
К'юберт вирізняється пихатістю, зверхністю і жорстокістю щодо інших працівників «Міжпланетного експреса». Тому не дивно, що його недолюблюють. Утім, у його поведінці багато дитячого: наприклад, він наївно наслідує персонажів телесеріалу «Всі мої мікросхеми». У серії «Jurassic Bark» Бендер зауважує, що К'юберт страждає на енурез.
К'юберт дружить із сином Гермеса Конрада Двайтом — вони вчаться в одній школі. Проте інші діти не почувають прихильності до К'юберта: коли батьки влаштовують для нього і Двайта свято, ніхто з гостей не приходить (серія «Bender Should Not Be Allowed on TV»).

### Вихованці Коржопільського сиротонаріуму

(зліва направо) Альберт, Ніна, Саллі

Сироти з Коржопільського сиротонаріуму, де провела своє дитинство Ліла. Вперше з'являються в серії «The Cyber House Rules». Бендер на нетривалий час всиновлює дванадцятьох із них, спокусившись на щедру матеріальну допомогу від уряду. Пізніше сироти епізодично з'являються в інших серіях, найчастіше — троє з них: Альберт, Ніна і Саллі.

### Єнсі Фрай-старший
(озвучка: Джон Дімаджіо) — батько, а також син Філіпа Фрая (оскільки той є своїм власним дідусем), і батько Єнсі Фрая-молодшого. В епізодах-спогадах представлений як людина, що надто переймається холодною війною та «проблемою 2000 року». Коли Фрай зникає безвісти, Єнсі-старший швидко припиняє його пошуки, вважаючи їх марною тратою грошей платників податків.

### Єнсі Фрай-молодший

Єнсі Фрай-молодший

(озвучка: Том Кенні) — народився 1971 року, зараз має 30 років. Старший брат (а також онук) Філіпа Фрая, батько Філіпа Фрая-другого. Сцени-спогади у серії «The Luck of the Fryrish» ілюструють запекле суперництво, що існувало між братами, зокрема у баскетболі та брейкденсі. Після зникнення Філіпа у новорічну ніч 1999 року Єнсі знаходить чарівну конюшину з сімома листками, яка приносила Філіпові успіх. Конюшину Єнсі передає у спадок своєму синові — Філіпу Фраю-другому, названому на честь зниклого брата, за яким Янсі сумує все своє життя — і це також приносить йому великі успіхи.

### Лінда

Лінда

(озвучка: Тресс Макнілл; укр. озвучка: Ганна Левченко) — одна з двох ведучих програми новин на каналі «√2».На вигляд має 32-39 років Її колега, іншопланетянин Морбо, відомий постійними проявами ненависті до людства та кровожерними закликами до його знищення. Лінда зустрічає ці жорстокі та садистичні коментарі як дотепи, її щирий сміх можна трактувати і як повагу до плюралізму думок у Всесвіті, і як певну недалекоглядність. В будь-якому випадку саме такий тандем ведучих може завоювати симпатії якомога більшої кількості глядачів.

### Хетті Макдуґал

Хетті Макдуґал

(озвучка: Тресс Макнілл; укр. озвучка: Ганна Левченко) пані похилого віку, яка часто трапляється в серіалі в різноманітних ситуаціях. Мешкає в Новому Нью-Йорку, тримає велику кількість котів. Її одяг повсякчас складається з рожевого нічного халату і пари капців.
Хетті виступає в ролі господарки квартири Фрая і Бендера в серії «I, Roommate»; користується сексуальними послугами безробітного Кіфа Кумкала («Brannigan Begin Again»); її грабує Бендер разом із бандою роботів («Xmas Story»), забравши в неї ялинку, прикрашену капцями, весільні фотографії та дві урни з прахом колишніх чоловіків; вона є власницею однієї акції «Міжпланетного експреса» («Future Stock»), і саме її голос виявляється вирішальним у виборах нового директора; у серії «A Flight to Remember» вона недовгий час зустрічається з професором Фарнсвортом; тощо.

### Мішель

Мішель

(озвучка: Кет Сусі, Сара Сілверман) — дівчина Фрая з XX століття. Перша поява — в пілотній серії, де вона розриває стосунки з Фраєм напередодні Нового Року, безпосередньо перед тим, як Фрай доставляє піцу до кріогенної лабораторії, що стає початком його пригод. Після кількох років, проведених із чоловіком, заради якого вона покинула Фрая, Мішель вирішує піддати себе заморожуванню на 1000 років (втім, не знаючи, що сталося з Фраєм насправді) (серія «The Cryonic Woman»). Знов зустрівши Фрая, та відновивши стосунки з ним, Мішель, проте, стикається з труднощами щодо адаптації до реалій ХХХІ століття. Зрештою вона остаточно кидає Фрая і сходиться з Полі Шором — комедійним актором з XX століття, який також перебував у кріогенній камері.

### Містер Пануччі

Містер Пануччі

(озвучка: Джон Дімаджіо) — власник Нью-Йоркського ресторанчику «Піца Пануччі», в якому Фрай працював у ХХ столітті. Йому 46-55 років. Відрізняється дуже недбалим ставленням до гігієни. На коробках із його піцою надруковано гасло «Не давайте на чай посильному».

### Мер К. Ренделл Пупенмайер

Мер Пупенмайер

(озвучка: Девід Герман) — мер міста Новий Нью-Йорк, з'являється в низці серій, здебільшого в ситуаціях, коли місту загрожує серйозна небезпека (наприклад в серії «A Big Piece of Garbage»).

### Морган Проктор

Морган Проктор

(озвучка: Нора Данн; укр. озвучка: Ганна Левченко) — службовець 19-го рангу з Центру бюрократії, що здійснює інспекцію офісу «Міжпланетного експреса» і тимчасово займає посаду Гермеса у серії «How Hermes Requisitioned His Groove Back».
Згодом з'являється серед інших коханок Фрая на його похороні в серії «The Sting».

### Сел

Сел

(озвучка: Джон Дімаджіо) — персонаж, який з'являється в серіалі багаторазово в різних амплуа, зокрема як:
- вахтер у місячному Луна-парку(«The Series Has Landed»)
- водій автобуса («Put Your Head on My Shoulder»)
- прибиральник («The Honking»)
- експонат із Лувра, що демонструє мистецтво татуювання («The Cryonic Woman»)
- водій вантажівки/будвельник («Parasites Lost»)
- власник і керівник компанії «Sal's Wrecking Co» (I Dated a Robot)
- робітник із переробки стічних вод («Teenage Mutant Leela's Hurdles»)
- водій візка з головами суддів Верховного суду («A Taste of Freedom»)

### Сліпень

Сліпень

(озвучка: Девід Герман; укр. озвучка: Ігор Рода, Євген Малуха)  (англ. Scruffy) — вахтер і прибиральник компанії «Міжпланетний експрес», що з'являється у 12 серіях з усіх 4 сезонів. Постійний жарт, пов'язаний із цим персонажем, полягає в тому, що всім здається, ніби вони бачать його вперше (на що Сліпень традиційно відповідає «я вас також вперше бачу»). У серії «Future Stock» з'ясовується, що Сліпень володіє великою долею акцій «Міжпланетного експреса», оскільки «… вірить у свою компанію». У пізніших серіях Сліпень виявляє досить високий інтелектуальний рівень і здатність швидко знаходити виходи зі скрутних становищ.

### Мутанти з каналізації
Суспільство, що виникло у каналізаційних системах Нового Нью-Йорка під впливом забруднення, радіоактивних відходів та «якісних американських фекалій». У своєму світі вони заснували школи, церкви, підприємства, проте їм заборонено виходити на поверхню землі та контактувати з «нормальними» людьми. Вперше з'являються в серії "I Second That Emotion ", хоча населені ними руїни Старого Нью-Йорка можна бачити ще у «Space Pilot 3000».
Найчастіше в серіалі з'являються такі мутанти:
- Двейн

Двейн

Двейн (озвучка: Девід Герман) — має два носи та гіпертрофоване чоло. Працює вчителем у середній школі імені Мартіна Лютера Тінґа-молодшого. Виконує пісні з каналізаційного фольклору під акомпанемент гітари.
- Рауль

Рауль

Рауль (озвучка: Моріс Ламарш) — демократично обраний лідер каналізаційних мутантів з офіційним титулом «Верховний Мутант». Має третю руку, яка розташована на місці правого вуха. Перебуває в романтичних стосунках (згодом, імовірно, одружується) з Вайолет.
- Туранґа Морріс

Туранґа Морріс

Туранґа Морріс (озвучка: Девід Герман; укр. озвучка: Ігор Рода) — батько Ліли. Має одне око і вертикально орієнтований рот. Відзначається безвідповідальністю — схвалює споживання алкоголю фактично всіма (включаючи дітей).
- Туранґа Мунда

Туранґа Мунда

Туранґа Мунда (озвучка: Тресс Макнілл; укр. озвучка: Ганна Левченко) — мати Ліли. Має одне око, левиний хвіст і щупальця восьминога замість рук. Волосся — фіолетового кольору.

Вайолет (озвучка: Тресс Макнілл) — має зябра і свиняче рило замість носа. Багато курить (дим випускає через зябра). Вважає, що лялька Барбі являє собою нереалістичний стандарт краси. У серії «Leela's Homeworld» Бендер псує її весільну сукню, отже після подій цієї серії Вайолет виходить заміж (імовірно, за Рауля).

### Смітті

Смітті

(озвучка: Біллі Вест) — поліцейський у Новому Нью-Йорку. Разом зі своїм напарником-роботом на ім'я URL здійснює патрулювання в місті. Часом використовує пристрій, який нагадує світловий меч із «Зоряних воєн», але функціонує як кийок. З'являється в усіх серіях, де фігурує поліція. Його стосунки з URL пародіюють стандартну кіноформулу «двоє приятелів-поліцейських».

### Професор Оґден Вернстром

Професор Вернстром

(озвучка: Девід Герман; укр. озвучка: Ігор Рода) — колишній студент і постійний суперник професора Фарнсворта. Вік — від 120 до 130 років (отже на 40 чи більше років молодший від Фарнсворта). Заприсягнувся помститися професору Фарнсворту за те, що той поставив йому «5-» на останньому курсі університету. Реалізує свій план, оцінивши винахід професора — нюхоскоп — найнижчою з можливих оцінок — «5--». Не зважаючи на це, нюхоскоп допомагає врятувати Землю від велетенської купи сміття з XXI століття.

## Роботи

### Калькулон
Калькулон — пихатий і зверхній робот-актор. Здебільшого грає мелодраматичні ролі у «мильних операх», найвідомішою та найтривалішою з яких є серіал «Всі мої мікросхеми», в якому він виконує провідну роль (персонажа також звуть Калькулон). Крім того з'являється у фільмі, який знімають Зойдберґ і його дядько у серії «That's Lobstertainment!», і у стрічці Coilette, the Calculon Story, про історію його кохання з Бендером (що змінив стать) в серії «Bend Her».
У серії «The Honking» з'ясовується, що існування Калькулона почалося у XXI столітті як звичайного промислового робота. Його використовували для побудови «Проекту Сатана», «непереможного вбивчого автомобіля, складеного з найзліших частин найзліших машин». Відтоді кожні тридцять років він змінював ім'я і вдосконалював зовнішність. Серед його минулих втілень були 0.8, Роботчук і Девід Духовни (у цьому міститься сюжетна непослідовність, адже у серії «Space Pilot 3000» глядач бачить голову Девіда Духовни у банці).
У епізоді «The Devil's Hands Are Idle Playthings», Калькулон вихваляє Робота-Диявола за свій «диявольський» акторський талант. Хоча це, можливо, просто збіг, це також може бути посиланням на те, що Калькулон зобов'язаний своїм існуванням проекту «Сатана».

#### Появи в серіалі
- «I, Roommate»: перша поява Калькулона в серіалі, коли Бендер і Фрай дивляться «Всі мої мікросхеми» по ТБ.
- «Fry and the Slurm Factory»: коротка поява у черговій серії «Всіх моїх мікросхем».
- «I Second That Emotion»: Калькулон у серіалі проходить огляд у лікаря — Бендер, дивлячись цю сцену, сміється.
- «The Lesser of Two Evils»: Калькулон є одним з суддів на конкурсі «Міс Всесвіт».
- «Raging Bender»: герої йдуть у кіно дивитися повнометражний фільм «Всі мої мікросхеми» за участі Калькулона.
- «Mother's Day»: статуя Калькулона і Монік (жінкоробота з «Усіх моїх мікросхем») у Музеї робототехніки.
- «The Honking»: Калькулон розповідає історію свого походження.
- «Future Stock»: з'являється на мавпячих боях.
- «That's Lobstertainment!»: знімається у фільмі Гарольда Зойда.
- «Bender Should Not Be Allowed on TV»: Бендер отримує роль у «Всіх моїх мікросхемах».
- «Crimes of the Hot»: з'являється у натовпі роботів, без слів.
- «Bend Her»: закохується у Койлетт (Бендера, що змінив стать), майже одружується з «нею», знімає про це фільм.
- «The Devil's Hands Are Idle Playthings»: Робот-Диявол міняє вуха Калькулона на вуха Ліли.
- «Bender's Big Score»: присутній у церкві під час весілля Ліли і Ларса, без слів.

### Буханаторша

Зліва направо: Лула Белла 7, Маргарита Рита 128K, Буханаторша

(англ. The Crushinator, також Розчавидло) Великий робот жіночої статі, що може перетворюватися на автомобіль. Вперше з'являється в серії «The Series Has Landed», коли команда «Міжпланетного експреса» переховується на фермі її батька на Місяці. Буханаторша живе разом зі своїм батьком-людиною і двома сестрами-роботицями Лулою Беллою 7 і Маргаритою Ритою 128K. Також фігурує в серії «The Lesser of Two Evils» як представниця земного Місяця на конкурсі «Місс Всесвіт» (отже за стандартами роботів вона є вельми привабливою). У неї був нетривалий роман із Бендером, продовження якого в серіалі не відображуется, хоча в одній із видалених сцен Буханаторша каже батькові: «Тату, я маю тобі дещо сказати», імовірно натякаючи на свою вагітність від Бендера (яким чином робот може завагітніти, в серіалі не пояснюється, хоча цей мотив часто обігрується в коміксах). Згодом в серії «Crimes of the Hot» Буханаторша запрошує Бендера до танцю на вечірці знищення роботів на островах Галапагос, а також з'являється у серії «Mother's Day», де розчавлює Бляшаного Тіма.

### Жирбот

Жирбот

Гладкий робот із кольоровою дитячою панамкою на голові. Один із роботів-«ботанів» Марсіанського університету (серія «Mars University»). Коли хвилюється, схильний до неконтрольованого поїдання будь-яких предметів, що розташовані поруч. Згодом епізодично з'являється в серіях «Crimes of the Hot», «Mother's Day» і «Obsoletely Fabulous».

### Флексо

Флексо

- Озвучка: Джон ДіМаджіо (укр. Микола Карцев)

Робот тієї самої моделі, що й Бендер («Пристрій для згинання 22»). Серійні номери Бендера і Флексо — 3370318 і 2716057, відповідно; цей факт дуже тішить їх обох, адже ці числа можна виразити у вигляді суми двох кубів: 3370318 = 1193 + 1193 і 2716057 = 9523 + (-951)3. Зовні Флексо виглядає точнісінько як Бендер за винятком трикутної металевої борідки (пародія на серіал Лицар доріг) на обличчі.
Вперше з'являється в серії «The Lesser of Two Evils», де Фрай випадково збиває його машиною з XX століття. Флексо стає другом Бендера, викликаючи ревнощі та підозри у Фрая, особливо через те, що Флексо інколи жорстоко жартує з ним (утім, так само, як і Бендер). Кульмінацією підозр є звинувачення Флексо у крадіжці корони Місс Усесвіт. Проте з'ясовується, що справжнім винуватцем є Бендер. Зрештою поліція помилково заарештовує Флексо і відправляє його до південно-африкансько-турецької в'язниці.
У видаленій сцені з серії «Bender Gets Made», Бендер стирає свій серійний номер, намагаючись сховатися від роботичної мафії, проте код, який бачить глядач, належить Флексо, а не Бендеру. Згідно з коментарем до DVD, цю сцену було вирізано як таку, що вносить плутанину в сюжет і може обурити прихильників: адже в такому випадку виявляється, що заарештованим і ув'язненим був саме Бендер, а Флексо зайняв його місце у команді «Міжпланетного експреса». Втім, можливим також є те, що Бендер підробив свій серійний номер ще раніше.
У серії «Bendless Love» Бендер певний час зустрічається з колишньою дружиною Флексо Анджелін, вдаючи з себе Флексо. Це зрештою призводить до того, що Флексо знов зазнає покарання за вчинки Бендера: роботична мафія скидає на нього металеву балку, яку неможливо зігнути. Але Бендер рятує його. Флексо повертається до Анджелін.

### Гедоніст-бот
- Озвучка: Моріс Ламарш (укр. Микола Карцев)

Гедоніст-бот

Позолочений робот, єдиною метою існування якого є задоволення власних потреб, — втілення гедонізму. Постійно перебуває в півлежачому стані, споживаючи ґрона винограду. Його фізичні характеристики і манера сміятися нагадують образ римського імператора з комедії Мела Брукса «Всесвітня історія. Частина 1» (виконавець ролі: Дом Делуїз). Крім епізодичних появ, в основному представлений в останній серії «The Devil's Hands Are Idle Playthings», в якій замовляє Фраю написати і виконати оперу. В одній з видалених сцен Емі зауважує, що Гедоніст-бот був збудований на гроші з податків. На відміну від переважної більшості роботів у «Футурамі», зображений із круглими, а не квадратними зіницями очей.

### Зламаний Едді

Зламаний Едді

(також Едді Поламайко) Власник «Автосалону Зламаного Едді». Його рекламне гасло звучить так: «Привіт, я Зламаний Едді! Я настільки зламався, що фактично роздаю ці авто!» Має властивість раптово вибухати, якщо йому повідомляють який-небудь шокуючий факт. Вперше з'являється в серії «Put Your Head on My Shoulder», де продає Емі новий автомобіль. У серії «Insane in the Mainframe» опиняється в одній палаті з Фраєм у психіатричній лікарні для роботів (вибухає в момент, коли Фрай повідомляє йому, що вони бачилися раніше). Наприкінці серії він майже повністю позбувається проблеми спонтанних вибухів (реагує на шокуючу новину лише мікроскопічним вибухом на плечі). Згодом з'являється в серії «Crimes of the Hot», де знову вибухає.

### Робот-проповідник
- Озвучка: Філ Ламарр (укр. Євген Малуха)

Робот-проповідник

Проповідник у храмі Роботології, постійний керівних усіх весіль та похоронів (також у кіно). Вперше з'являється в серії «Hell Is Other Robots», в якій намагається повернути Бендера на шлях істини. Керує весіллям Ліли з Альказаром («A Bicyclops Built for Two»), Ліли з Фраєм («Time Keeps on Slippin'»), Ліли з Роботом-Дияволом («The Devil's Hands Are Idle Playthings»), виголошує коротку (буквально з одного слова) промову на «похороні» Бендера («A Pharaoh to Remember») тощо. Його акцент і мовленнєві конструкції пародіюють афроамериканських проповідників-євангелістів.

### Роберто
- Озвучка: Девід Герман (укр. Євген Малуха)

Роберто

Психічно неврівноважений робот-злочинець, схильний до безглуздих вчинків, таких як спроби пограбування тієї самої установи кілька разів поспіль, а також вбивства інших роботів задля «практики». За формою нагадує могильний камінь. Найбільше представлений в серії «Insane in the Mainframe», де він втягує Бендера і Фрая в пограбування банку.

### Робот-Диявол

Робот-Диявол

- Озвучка: Ден Кастелланета, Моріс Ламарш (укр. Євген Малуха, Ігор Рода)

Робот-Диявол живе в Робопеклі, схованому за лаштунками атракціону «Інферно» в парку розваг у Нью-Джерсі. Його функція полягає в катуванні інших роботів, які скоїли різноманітні гріхи. В цьому йому допомагають «демон-боти» і гурт «Beastie Boys». В серії «Hell Is Other Robots» викрадає Бендера, щоби піддати його вічним тортурам за порушення принципів релігії «роботології», до якої Бендер тимчасово залучив себе, згодом повернувшись знов до своїх аморальних та злочинних звичок. Фрай і Ліла рятують Бендера.
Робот-Диявол також відіграє важливу роль у серії «The Devil's Hands Are Idle Playthings», в якій Фрай укладає з ним угоду, щоби досягти успіхів у майстерності гри на голофоні. Робот-Диявол міняється руками з Фраєм (і одразу же шкодує про це). Решту серії він будує плани, щоби повернути собі власні руки, що зрештою йому вдається.
Незважаючи на драматичну манеру поведінки, у Роботові-Дияволі немає нічого надприродного (крім здатності випускати полум'я зі своїх рук та інших предметів).

### Роботична мафія

Роботична мафія, зліва направо: Донбот, Клешня, Джоуї-Мишка

- Озвучка: Моріс Ламарш (Донбот, Клешня), Джон ДіМаджіо (Джоуї)

Злочинний синдикат, що складається з трьох членів. Періодично обідають в ресторані Ельзара, перехоплюють партії зубинських сигар, влаштовують «нещасні випадки» роботам, які діють проти них, а також провадять іншу мафіозну діяльність. У коментарі до DVD висловлюється думка, що роботична мафія існує завдяки підвищеній здатності роботів до організації, отже людська мафія стала жертвою індустріалізації. В серії «Bender Gets Made» Донбот виголошує: «Ми — роботична мафія… ВСЯ роботична мафія».
- Донбот — лідер мафії, носить кільця і каптур, найсильніший і найкремезніший з усіх.
- Джоуї-Мишка — гладкий, незграбний робот із дуже низьким інтелектом. Носить на шиї комп'ютерну «мишу».
- Клешня — худий, нервовий робот, постійно готовий пустити в хід клешні, якими закінчуються його руки («Зараз як вщипну!»).

### Робот-Санта

Робот-Санта

- Озвучка: Джон Ґудмен, Джон ДіМаджіо

### Бляшаний Тім

Бляшаний Тім

- Озвучка: Тресс Макнілл (укр. Ганна Левченко)

Безпритульний маленький хлопчик-робот, який вважає Бендера своїм ідеалом. Його образ вітворює Крихітку Тіма (англ. гра слів «tiny» (крихітний) — «tinny» (бляшаний)) з Різдвяної пісні в прозі Чарльза Діккенса. Розмовляє з британським акцентом. Запрограмований для виготовлення і продажу на вулиці «мастиладу» (напою для роботів), а також для написання кумедних літер.

### URL
- Озвучка: Джон ДіМаджіо

URL

Один з двох офіцерів поліції, які часто заарештовують головних героїв серіалу. Масивний, озброєний до зубів, оснащений принтером, сиреною і мегафоном. Працює разом із напарником Смітті, стосунки з яким пародіюють стереотип «поліцейського товаришування» з голлівудських фільмів. З'являється в багатьох серіях.

## Інопланетні персонажі

### Лейтенант Кіф
Лейтенант Кіф Л. Кумкало (англ. Kif L. Kroker, у деяких серіях в українській озвучці прізвище передано як Крокер) служить старшим помічником капітана Заппа Бренніґана на космічному кораблі Демократичного утворення планет «Німб». Його постійна засмученість через зухвальство і тупість Бранніґана у першому сезоні серіалу робить його апатичним, байдужим і дещо саркастичним попихачем, хоча у подальших серіях його характер істотно змінюється.
Кіф має три соски, здатний скидати з себе шкіру в разі необхідності, а також міняти її колір відповідно до оточення, як хамелеон. Також він може роздувати власну голову до велетенських розмірів, щоби відлякувати хижаків, і має присоски на руках і ногах, які дозволяють йому лазити по стінах і стелях. Кіф не має скелету — їхню роль виконує система міхурів, наповнених рідиною.
У третьому сезоні серіалу Кіф починає зустрічатися з Емі Вонг, з якою познайомився на круїзному космолайнері Титанік у серії «A Flight to Remember».
У стосунках з Емі характер Кіфа розкривається детальніше: він виявляється надзвичайно чутливою і сором'язливою істотою. Він цілий рік збирається з духом запросити Емі на побачення і наважується на це тільки за посередництва Заппа. М'який характер Кіфа змушує його фактично в усьому коритися Заппу, на що він скаржиться Лілі і всім, хто готовий його вислухати. Втім, коли він сам отримує можливість порядкувати підлеглими, він виявляє не менше свавілля і деспотизму.
Кіф також великий романтик, дещо не впевнений у собі. Їхні стосунки з Емі не лишають сумнівів, що вони по-справжньому кохають одне одного. Батьки Емі не звертають на нього великої уваги і не сприймають його як серйозного претендента на зятя (хоча під час його знайомства з Емі вони поставилися до нього досить схвально, імовірно через те, що на той момент він був капітаном).
Самці кіфового виду здатні виношувати і народжувати малят (це стається і з Кіфом у серії «Kif Gets Knocked Up a Notch». Кіф пояснює це тим, що представники його виду можуть обмінюватися генетичною інформацією навіть через простий дотик рук. Це відбувається під час «рецептивної фази», яка настає тоді, коли амфібіосці глибоко закохані (про інші способи розмноження Кіф «не знає» («Where the Buggalo Roam») (Після першого поцілунку з Емі він занотовує у щоденнику, що вони «кохалися»).
Професор Х'юберт Фарнсворт, провівши дослідження ДНК, встановлює, що «батьком» дітей Кіфа є Ліла (її генний матеріал випадково потрапив до кіфового організму), втім, сам Кіф пояснює, що справжнім смізмаром є той, хто «надихнув його первісним почуттям любові», незалежно від ДНК. Спочатку Емі полишає Кіфа, не бажаючи жертвувати своїм способом життя заради батьківства, але згодом повертається, вирушаючи разом із коханим на його рідну планету, де Кіф має народити відповідно до стародавнього звичаю. Кіфові малята мають вигляд крихітних пуголовків, які повинні самостійно розвиватися в умовах планети Амфібій 9 протягом двадцяти років — Емі сподівається за цей час психологічно підготуватися до батьківства. Наприкінці серії глядач бачить пуголовка, який має одне око, успадкувавши ознаку Ліли.

### Жуйка
Жуйка (англ. Nibbler, букв. «той, хто гризе»), справжнє ім'я істоти не називається, оскільки «за той час, поки буде вимовлено лише одну літеру [його] справжнього імені, народиться й загине трильйон зірок». Ліла взяла його за хатню тваринку, зайшовши на планеті Верґон 6, яка ось-ось мала бути знищеною, в серії «Love's Labours Lost in Space» і дала йому ім'я «Жуйка», ще не здогадуючись про його здатність миттєво поглинати тварин, значно більших від нього за розміром. Інші ніблоніанці звертаються до нього «Володарю Жуйко», втім, це назвисько також використовується виключно для зручності сприйняття його людьми. Актор Френк Велкер озвучує не тільки текст, але й усі немовленнєві шуми, які видає персонаж.
Надзвичайно розумна істота, здатна до спілкування і до телепатичної імітації людської мови (оскільки його справжнє мовлення є незрозумілим лопотанням). Проте у більшості серій він удає цілком безглузду тварину, задля відвернення підозр щодо його справжньої місії на Землі — захисту людства і цілого Всесвіту від раси Летючих Мізків. Тим, хто довідався про характер його земної місії, Жуйка стирає з пам'яті спогади за допомогою яскравого спалаху свого третього ока.
Послід Жуйки складається з «темної матерії», яка використовується як пальне для міжпланетних кораблів. У серії «The Why of Fry», вигулюючи Жуйку, Фрай стикається з необхідністю прибрати з вулиці його послід — маленьку кульку, що має надзвичайно велику масу («як тисяча сонць»). Єдиний, хто здатний підняти і пересунути жуйчину кульку, — це робот Бендер.
Жуйка, як і решта представників його виду, здатний поглинати форми життя, значно більші від нього за розміром, розкриваючи щелепи на неймовірно великий кут. Вочевидь, саме завдяки цьому, він продукує «темну матерію», конденсуючи великі об'єми їжі у своїй травній системі.
Раса, до якої належить Жуйка мешкає на планеті Вічність (розташованій у «точнісінькому центрі Всесвіту») і називається «ніблоніанці» (хоча справжня назва значно складніша).
Колосальний апетит Жуйки притаманний усім ніблоніанцям: вони відзначають видатні події бенкетами, такими як «Бенкет тисячі окостів» чи «Бенкет тисячі звірів». Також, імовірно, ніблоніанці мають пару прихованих кажанячих крил, які уповільнюють їхнє падіння (як видно у серії «The Day the Earth Stood Stupid»).
Як стверджують самі ніблоніанці, їхня раса є древньою і могутньою, оскільки в момент, коли Всесвіт народився з Великого вибуху, їм було вже 17 років (тобто вони є найстаршим з усіх відомих видів). Окремі ніблоніанці живуть довго: Жуйці, наприклад, не менше 1000 років (хоча ветеринар помилково визначив його вік за кільцями на зламаному іклі як п'ятирічний).(«I Second That Emotion»).
Деякі ніблоніанці поводяться, як кішки: муркочуть, коли їх пестять, і бавляться примітивними іграшками. Через це більшість чужинців не сприймає їх усерйоз.
Існування і наміри Жуйки були визначені заздалегідь. Його справжня особистість проявляється лише у двох серіях: «The Day the Earth Stood Stupid» і «The Why of Fry».
Жуйка штовхнув Фрая у кріогенну камеру, що призвело до його появи в 3000 році. Проте в серії «The Why of Fry» представлена інша версія розвитку подій, в якій Фрай падає у камеру свідомо (під впливом переконання Жуйки).
Хоча офіційно Жуйка був запроваджений у сюжет в серії «Love's Labours Lost in Space», свідоцтво його існування помітне вже в першому епізоді серіалу. За моментом, коли Фрай падає навзнак у кріогенну камеру, йде начебто цілком безглуздий кадр із перекинутим стільцем під столом. Якщо уважно придивитися, в ньому можна помітити загадкову тінь, що має обриси постаті Жуйки. Також його третє око визирає зі сміттєвої корзини біля столу. Цим пояснюється сюжетний поворот у серії «The Why of Fry», в якому з'ясовується, що саме Жуйка сприяв падінню Фрая у камеру (задля реалізації плану спасіння Всесвіту від Летючих Мізків).

### Мозкові присоски

Мозкова присоска на голові в Гермеса

Маленькі драглисті істоти розміром з кулак, що присмоктуються до людських голів, контролюючи свідомість своїх носіїв та перетворюючи їх на зомбі. Імовірно навіяні слимакоподібними паразитами з роману Роберта Хайнлайна «Ляльковики». Вперше з'являються в серіалі як спонсори політичної «Партії Мозкових Присосок», програмою якої є підкорення всього людства. («A Head in the Polls»)
Пізніше, в серії «Raging Bender» Гермес повертається з відпустки з мозковою присоскою на голові. Він віддає наказ всім працівникам «Міжпланетного експреса» вирушити на планету мозкових присосок і прогулятися там без шоломів. В певний момент присоска відчіпляється від голови Гермеса, але Бендер повертає її назад. Інша присоска присмоктується до голови Фрая, але швидко гине від голоду. Засобом від мозкових присосок вважається часниковий (в українській версії — гірчичний) шампунь.

### Летючі Мізки

Летючі Мізки атакують Фрая

Раса, що виникла за одну мілісекунду після Великого вибуху. Їхні вороги — ніблоніанці. Кінцева мета існування Летючих Мізків — винищення всіх форм розумного життя, оскільки думки завдають їм нестерпного болю. Їхня тактика полягає в нейтралізації розумової діяльності мешканців певної планети і в подальшому збиранні та знищенні всіх їхніх знань. Ватаг Летючих Мізків персонально знищив земних динозаврів.
Єдиною людиною в Усесвіті, яка має імунітет до впливу Летючих Мізків, є Фрай, завдяки тому, що він є власним дідом (див. «Roswell That Ends Well»), а отже не має мозкових дельта-хвиль. У серії «The Day the Earth Stood Stupid» Фраю вдається вигнати Мізки з Землі, але, внаслідок нейтралізуючої дії на свідомість, ніхто з землян про це не пам'ятає.
Пізніше, за вказівкою ніблоніанців, Фрай встановлює «квантову інтерфазну бомбу» на космічній станції Летючих Мізків («Інфосфері»), вибух якої відправляє Мізки до іншого виміру, звідки, на думку ніблоніанців, вони ніколи не повернуться.

### Ельзар

Ельзар

(озвучка: Джон Дімаджіо, укр. Ігор Рода) — чотирирукий шеф-кухар-нептуніанець, власник ресторану в Новому Нью-Йорку і ведучий телевізійного кулінарного шоу. Образ Ельзара пародіює відомого американського шеф-кухаря Емеріла Лаґасса. Ельзар дуже високої думки про себе, часто поводиться неґречно і брутально з іншими. Ніколи не гає нагоди стягнути побільше грошей зі своїх клієнтів чи поцупити їх із каси. Улюбленим елементом кухонного начиння Ельзара є «приправний тхір» — тварина-гризун, яка випускає хмарку спецій з ніздрів, коли її тіло стискають. Додаючи спецій до страви за допомогою тхора, Ельзар вигукує «Бах!» (що також є пародією на звичку Емеріла Лаґасса).

### Зелена Желатинова Драгля

Зелена Желатинова Драгля

(у серії «The Route of All Evil» його прізвище називається як Блямба)
Триока зелена півпрозора інопланетна істота суворої вдачі. Називає людей «твердими» та глузує з їхньої травної системи. Вперше з'являється в серії «The Series Has Landed» в рекламному ролику «Міжпланетного експреса», де він з'їдає свого службовця, що скористався послугами конкурентної компанії. Згодом «винагороджує» іншого службовця за правильний вибор компанії, також проковтнувши його. Епізодично з'являється в серіях «The Problem with Popplers» (клієнт у ресторанчику), «The Route of All Evil» (невдоволений клієнт компанії К'юберта і Двайта) і «Bender Should Not Be Allowed on TV» (один із членів групи «Батьки проти грубого телебачення»).
У нього також є син на ім'я Брет Блямба — хуліган і забіяка, який тероризує К'юберта і Двайта в школі.

### Гіперпівень

Гіперпівень

(озвучка: Моріс Ламарш, укр. Євген Малуха) — велетенський синьо-зелений півень-адвокат, що носить пенсне на своєму дзьобі. Розмовляє з сильним південним акцентом і називає себе «звичайним гіперпівнем з далекого астероїда». Перша поява — серія «Brannigan Begin Again».
Як адвокат є цілковито некомпетентним, регулярно програє справи. Власних дітей носить у валізі. В серії «Insane in the Mainframe» висуває той факт, що Фрай і Бендер скористалися його послугами, як незаперечний доказ неосудності останніх. Під час судових засідань часто виявляє елементи поведінки, властиві півням (клює і «риє» лапою підлогу, ховає голову під крило тощо).

### Лррр

Лррр і його дружина Нднд (праворуч)

(озвучка: Моріс Ламарш; укр. Ігор Рода) — правитель планети Омікрон Персей VIII, розташованої на відстані 1000 світлових років від Землі. Лррр (вимовляється «Лурр») неодноразово погрожує знищити всю Землю чи команду «Міжпланетного експреса» особисто. Його образ пародіює стереотипне уявлення про «зелених чоловічків — завойовників із космоса». Його дружину звуть Нднд (вимовляється «Енденда»).
Лррр та його оточення є палкими прихильниками земних телепередач ХХ і XXI століть, які вони можуть дивитися «в прямому ефірі», завдяки відстані.
Незважаючи на очевидну грізну вдачу, Нднд сверджує, що покохала Лррр за чутливість і поетичність його натури.
Характерна фраза: «Я Лррр з планети Омікрон Персей VIII!» (після якої його мовлення зазвичай переривається, наприклад, акустичними завадами в мікрофоні). Маленький омікроніанець на ім'я Дзюррр імовірно є сином його і Нднд.
Порівняно до землян, Лррр є дуже високим і сильним, здатним проковтнути дорослу людину (що демонструється в серії «The Problem with Popplers»), Крім того омікроніанці майже не відрізняють одного землянина від іншого.
Дружина часто критикує його звички в їжі, відзначаючи, що він споживає забагато кетчупу і солі.
Лррр також з'являється в одній із частин серії «Anthology of Interest II» як правитель планети Нінтендо 64.

### Морбо

Морбо

(озвучка: Моріс Ламарш; укр. Микола Карцев) — так званий «монстр-новинар», ведучий програми новин на каналі √2, передач «Розваги та інопланетне вторгнення» і «Доброго ранку, Земля» та інших.
Морбо насправді є секретним агентом інопланетного вторгнення, хоча він і не намагається приховувати це, часто роблячи коментарі та зауваження щодо планів захоплення Землі його видом та висловлюючи презирливе ставлення до людей.
Дружина Морбо — Фоун — епізодично з'являється в серіях «Three Hundred Big Boys» і «The Devil's Hands Are Idle Playthings». Морбо розмовляє з нею у звичному ворожому тоні, на який вона не звертає уваги.
Морбо товаришує з головою Річарда Ніксона. В серії «A Head in the Polls» він виступає медіатором на президентських дебатах, називючи кандидатів «нікчемне людисько № 1», «нікчемне людисько № 2» і «мій давній друг, Річард Ніксон». Фактично протягом всього серіалу лише в двох сценах він не погрожує людству знищенням. Типова фраза Морбо: «Нікчемні людиська, колись моя раса знищить Землю!» (зловісний сміх). А ще одного разу він сказав досить поблажливо: І взагалі, я ненавиджу людей.
Невідомо, чому ж Морбо проникається такою люттю до людей, однак добре ствиться до іншої ведучої новин, яка є людиною. Морбо
приблизно 35-40 років, хоча його вік не повідомлявся (припущення зроблене по вигляду). Уся його ненависть до людей анітрохи
нікого не лякає, іноді навіть смішить. Коли на Землі відбувається якась катастрофа, це його дуже смішить і він ніби так і чекає, коли людство вимре, проте так ніколи і не дочекається. В перекладі з іспанської мови «morbo» означає «хвороблива цікавість», що є натяком на його любов до сенсацій.

## Епізодичні
Перелік персонажів, що з'являються одноразово.
- Бонт (озвучка: Моріс Ламарш) — правитель планети Трисол, якого Фрай випадково випив, втім йому вдалося звільнитися з тіла Фрая через сльози (серія «My Three Suns»).
- Графиня де ля Рока (озвучка: Тресс Макнілл, укр. Ганна Левченко) — пасажирка космічного лайнера «Титанік», в яку закохується Бендер. Має оранжеве волосся і одяг в стилі початку XX століття. Наприкінці серії гине в чорній дірі, залишивши Бендеру лише намисто з фальшивим діамантом. Пародіює образ Роуз Девітт Букатер із фільму «Титанік» (серія «A Flight to Remember»).
- Президент Макніл — колишній президент Землі. Вбитий інопланетянином Лррр (серія «When Aliens Attack»).
- Сьорб Маккензі (озвучка: Девід Герман, укр. Євген Малуха) — «найкращий у світі тусовочний черв'як». Живий талісман безалкогольного напою Сьорб, майже всюди з'являється в супроводі двох дівчат у бікіні, хоча цим дівчатам уже по 55 років. Щодо віку Маккензі — йому теж не менше 40 , бо він сказав, що працює з тими дівчатами разом уже 40 років. Тому йому має бути не менше 40-45 років. З умовами контракту не має можливості спати, оскільки змушений «тусуватися до ранку, щоночі». За темними окулярами ховає втомлені очі в кров'яних прожилках. Загинув під печерним обвалом, врятувавши життя Фраю, Бендеру і Лілі. Пародіює пса на прізвисько Спадз Маккензі, що був рекламним талісманом пива «Будвайзер» у 1987 році (серія «Fry and the Slurm Factory»).
- Джек Джонсон і Джон Джексон — два клони з ідентичним ДНК, що виступають кандидатами на президентських виборах 3000 року. Мають майже однакові передвиборчі програми (за винятком кількох незначних пунктів, наприклад, ставлення до 3%-ого титанового податку). Програють у виборах голові Річарда Ніксона (серія «A Head in the Polls»).
- Една — інопланетянка з планети Декапод 10, колишня однокласниця доктора Зойдберґа. Найбажаніша з жінок покоління Зойдберґа, через це дуже перебірлива. Фрай намагається допомогти Зойдберґові завоювати її, використовуючи прийоми людського залицяння. Жахливі, з людської точки зору, поради Фрая виявляються вельми ефективними щодо Едни; це, зрештою, призводить до того, що Една закохується у Фрая. В цьому вгадується сюжетна лінія п'єси Едмона Ростана «Сірано де Бержерак». Парувальне шаленство декаподіанців заскочує Едну зненацька, і вона віддається старшому партнерові. Як і всі представники її виду, помирає безпосередньо після парування (серія «Why Must I Be a Crustacean in Love?»).
- Алькасар — іншопланетянин, що нагадує цвікруна і може набувати будь-якого вигляду. Видає себе за єдиного представника раси циклопів чоловічої статі й цим втягує Лілу до (зрештою, невдалої) шлюбної афери (серія «A Bicyclops Built for Two»).
- Номер 1.0 –старий неприємний чолов'яга років 75,який літає на столі-літаку і очолює Центр бюрократії (серія «How Hermes Requisitioned His Groove Back»).
- Умбріель (озвучка: Паркер Поузі, укр. Ганна Левченко) — русалка з підводного міста Атланта. Мала нетривалі любовні стосунки з Фраєм під час його перебування в Атланті, доки він не виявив, що секс між людиною і русалкою є неможливим і втік (серія «The Deep South»).
- Дзюррр — дитина Лррр і Нднд, одна з істот, що продавалися на Землі під виглядом їжі (серія «The Problem with Popplers»).
- Робот iHawk (озвучка: Моріс Ламарш, укр. Юрій Кудрявець) — робот-хірург з польового військового шпиталю, оперує однією рукою, замість другої має склянку з мартіні. Прозора пародія на доктора Бенджаміна Пірса на прізвисько «Яструбине Око» (Hawkeye) з телесеріалу «M*A*S*H» (серія «War Is the H-Word»).
- Фемп'ютер (озвучка: Беатріс Артур) — великий комп'ютер, правителька планети Амазонія. Пізніше з'ясовується, що всередині Фемп'ютера ховається звичайний фембот (серія «Amazon Women in the Mood»).
- Гіпножаба — жаба, що має здібність гіпнотично керувати будь-ким.
- Гарольд Зойд (озвучка: Генк Азарія, укр. Євген Малуха) — підстаркуватий дядько доктора Зойдберґа років 60, що колись був зіркою німого голографічного кіно (серія «That's Lobstertainment!»).
- Едлі Еткінз — колишній 26-річний вихованець Коржопільського сиротонаріуму, в якому виросла Ліла, що став фахівцем із очної хірургії (серія «The Cyber House Rules»).
- Енос — чоловік, якого Фрай вважав своїм дідом, доки обставини не довели іншого. Загинув під час випробувань атомної бомби (серія «Roswell That Ends Well»).
- Мілдред — бабуся Фрая (серія «Roswell That Ends Well»).
- Стів «Цей Мужик» Касл — людина років 40 (1040) з 80-х років XX століття (перебував у кріогенній камері), що бере на себе керування «Міжпланетним експресом» і намагається продати його Мамі. Помер незадовго до підписання угоди через інфаркт(серія «Future Stock»).
- Велика Повитуха — церемоніальний керівник пологів на планеті Амфібіос 9 (серія «Kif Gets Knocked Up a Notch»).
- Сеймур — пес Фрая, який прочекав багато років на його повернення і помер у віці 15 років (серія «Jurassic Bark»).
- Робот 1-X — вдосконалена модель робота, створена компанією «Мамині дружні роботи». Живиться шкідливими газами атмосфери, натомість виділяє чистий кисень (зі свіжим сосновим ароматом). Виконує різноманітні функції, включаючи лік здачі, чистку баків для сміття, зварювання, гасіння пожеж, підйом важких предметів тощо (серія «Obsoletely Fabulous»).